# Chabuata carneago
Chabuata carneago är en fjärilsart som beskrevs av Achille Guenée 1852. Chabuata carneago ingår i släktet Chabuata och familjen nattflyn. Inga underarter finns listade i Catalogue of Life.